# Macrostylis longissima
Macrostylis longissima là một loài chân đều trong họ Macrostylidae. Loài này được Mezhov miêu tả khoa học năm 1981.